# الصين لخدمات حقول النفط
الصين لخدمات حقول النفط (COSL) هي شركة خدمات حقول النفط . وهي شركة تابعة مملوكة بأغلبية لالمؤسسة الوطنية الصينية للنفط البحري الصينية المملوكة للدولة.  كما أن لديها شركة شقيقة مدرجة في هونغ كونغ ، <b>المؤسسة الوطنية الصينية للنفط البحري</b> المحدودة .
تشتري
المؤسسة الوطنية الصينية للنفط البحري عادة سفن الشحن (OSVs) وتديرها في جنوب شرق آسيا والشرق الأوسط وآسيا الوسطى في مشاريع بحرية من المؤسسة الوطنية الصينية للنفط البحري. وهي تعمل أيضا في إندونيسيا وماليزيا وبحر قزوين .

## الاستحواذ
في 23 سبتمبر 2008 ، استحوذت الشركة على شركة أويلكو أوفشور النرويجية (AWO) مقابل 17.1 مليار يوان (2.51 مليار دولار أمريكي) ، والتي سيتم دمجها في الصين لخدمات حقول النفط والحفر بأوروبا ، وهي شركة تابعة مملوكة بالكامل لشركة الصين لخدمات حقول النفط . تلقت الصفقة دعما من الإدارات الحكومية ذات الصلة في النرويج و إكوينور شركة النفط الحكومية في النرويج. رفعت الصفقة عدد منصات تشغيل الشركة إلى 22 من 15 وأنشأت ثامن أكبر أساطيل الحفر في العالم.